# NAFO
Ne doit pas être confondu avec Nafo, OTAN ou Organisation des pêches de l'Atlantique nord-ouest.
L'Organisation des fellas de l'Atlantique Nord (OFAN ; en anglais : North Atlantic Fellas Organization, NAFO) est un groupe informel d'internautes (les « fellas ») utilisant des mèmes Internet pour lutter contre la propagande et la désinformation russes sur les réseaux sociaux lors de l'invasion russe de l'Ukraine.
En plus de se moquer des publications de propagande russe, le groupe, dont le nom parodie celui de l'OTAN, publie des mèmes pro-ukrainiens, tourne en dérision l'effort et la stratégie de guerre russes par du shitposting, et collecte des fonds pour l'armée ukrainienne et d'autres causes pro-ukrainiennes. La représentation d'un « fella » de l'OFAN est un chien shiba inu, souvent utilisé comme avatar et parfois décrit comme un « chien de dessin animé ».

## Histoire
Le phénomène trouve son origine en mai 2022, lorsque l'artiste polonais Kamil Dyszewski, dit Kama Kamilia, commence à poster en ligne des images montrant un chien costumé de race shiba inu (le « Fella »,, variante du mème doge) inséré dans des photographies de la guerre russo-ukrainienne. Cette démarche humoristique, initialement dénuée de motif particulier, connaît un succès immédiat et conduit Kamil Dyzewski à dessiner des « fellas » personnalisés en échange de dons à la Légion géorgienne, qui cherche alors des financements pour s'équiper en matériel,. Inspiré par le surnom de « nouvelle OTAN » donné par un internaute au groupe de diffuseurs de mèmes ainsi formé, il détourne l'insigne de cette dernière en remplaçant « T » par « F » et en y incrustant la tête d'un shiba, donnant ainsi naissance à l'OFAN.
Selon le Yorkshire Bylines, « fella » est un terme non genré, qui qualifie toute personne reprenant en ligne les mèmes de la OFAN, et devenant ainsi membre du groupe. Selon Jamie Cohen, professeur adjoint d'études sur les médias au Queens College de la City University de New York, la race shiba inu a une présence significative dans la culture en ligne depuis au moins 2010.
En juin, le groupe prend de l'importance après une interaction sur Twitter entre le diplomate russe Mikhaïl Oulianov et un certain nombre de comptes de la OFAN utilisant comme avatars des chiens de dessin animé. Après qu'Oulianov, connu pour ses messages anti-ukrainiens sur Twitter, a affirmé que l'invasion de l'Ukraine par la Russie est justifiée, car l'Ukraine aurait selon lui bombardé des civils dans le Donbass depuis 2014, un Fella souligne que depuis 2014, l'Ukraine se défend contre l'« agression russe dans le Donbass », et que le bombardement de certains ukrainiens ne justifie pas le fait de les bombarder tous dans des attaques constantes contre les civils ukrainiens (la réponse au second degré du compte : Vous : « Nous devons donc bombarder tous les civils ukrainiens parce que l'Ukraine menait une guerre interne et que certains civils ont été bombardés ». Oulianov répond en écrivant : « You pronounced this nonsense. Not me ». (littéralement : « Vous avez prononcé ce non-sens. Pas moi. »). Par la suite, cette réponse, devenue en quelques minutes le symbole des incohérences de la propagande du Kremlin, est reprise par les Fellas du groupe et devient un mème Internet largement partagé. Après qu'il a été signalé à l'ambassadeur de Russie qu'il se dispute en ligne avec des chiens de dessins animés, celui-ci cesse de publier sur Twitter pendant deux semaines, laissant supposer qu'il a été réprimandé par les services de renseignement russes. De son côté, il avance des vacances.
L'expression « vous avez prononcé ce non-sens », parfois simplifiée en « prononcer un non-sens », est utilisée par les Fellas de la OFAN comme un moyen rapide et dédaigneux de se moquer des récits pro-russes ou ceux qui propagent la propagande russe (ces derniers étant également appelés « vatniks », du nom de la veste d'hiver rembourrée des soldats soviétiques de la Deuxième guerre mondiale)[réf. nécessaire].
En août 2022, l'OFAN collecte des fonds via le site web Signmyrocket.com, où les donateurs paient en échange de messages personnalisés sur du matériel ou des obus d'artillerie ukrainiens, ce qui donne lieu à l'image devenue célèbre d'un canon automoteur 2S7 Pion ukrainien couvert de mèmes de l'OFAN, tels que l'inscription « Super Bonker 9000 » et un autocollant d'une batte de baseball sur le canon avec l'inscription « OFAN-Article 69 ».
Selon The Economist, un autre slogan populaire, « What airdefense doing? » (« Que fait la défense aérienne ? »), se moque de l'échec des défenses aériennes russes à empêcher une attaque contre la base aérienne de Saky en Crimée le 9 août (avec airdefense idiosyncrasiquement combiné en un seul mot) en réaction aux photos de fumée s'élevant du champ aérien lointain.
Le groupe OFAN est parfois accusé par des détracteurs d’être une émanation de services de renseignements occidentaux, en particulier la CIA. Par dérision, les membres indiquent souvent dans leur profil Twitter qu'il sont localisés à « Langley, Virginia », en référence au siège de l’agence, ou bien prétendent que la CIA n’existe pas.
Au 7 septembre 2022, le groupe rapporte avoir collecté plus de 225 000 $ pour la Légion géorgienne. À l'été 2023, la collecte totale par l'OFAN aurait atteint 15 à 20 millions de dollars.

## Réception
Selon le journaliste anglo-libanais Oz Katerji, la OFAN a « gêné les propagandistes russes et les a rendus absurdes et ridicules ».
En août 2022, le représentant des États-Unis, Adam Kinzinger, met en ligne une image d'un Fella dans un avion de chasse F-18 comme avatar Twitter .
Le 28 août 2022, le compte Twitter officiel du ministère ukrainien de la Défense, poste un tweet de soutien à l'OFAN, avec une image de missiles en cours de tir et un « fella » vêtu d'un uniforme de combat, mains sur le visage, dans une posture d'appréciation. Le 30 août 2022, Oleksiy Reznikov change temporairement son avatar Twitter en un Fella commandé en son honneur, appelé Oleksiy Fellaznikov. En 2023, c'est Volodymyr Zelensky, président, qui offre une plaque spéciale de remerciement à l'OFAN.